# NGC 4497
NGC 4497 é uma galáxia espiral barrada (SB0-a) localizada na direcção da constelação de Virgo. Possui uma declinação de +11° 37' 30" e uma ascensão recta de 12 horas, 31 minutos e 32,6 segundos.
A galáxia NGC 4497 foi descoberta em 15 de Março de 1784 por William Herschel.